# Яшутино (Тверская область)
Яшутино — деревня на западе Торопецкого района Тверской области. Входит в состав Кудрявцевского сельского поселения.

## География
Деревня расположена в 30 км (по автодороге — 42 км) к северо-западу от районного центра Торопец. Ближайшие населённые пункты — деревни Озерец и Самсоново.

## Климат
Деревня, как и весь район, относится к умеренному поясу северного полушария и находится в области переходного климата от океанического к материковому. Лето с температурным режимом +15…+20 °С (днём +20…+25 °С), зима умеренно-морозная −10…−15 °С; при вторжении арктических воздушных масс до −30…-40 °С.
Среднегодовая скорость ветра 3,5—4,2 метра в секунду.

## История
На топографической карте Фёдора Шуберта 1867—1906 годов обозначена деревня Яшутино. Имела 5 дворов.
В списке населённых мест Торопецкого уезда Псковской губернии за 1885 год значится деревня Яшутино (другие названия Ешутино, Ивановка). Располагалась при озере Глухом в 35 верстах от уездного города. Имела 3 двора и 18 жителей.
На карте РККА 1923—1941 годов обозначена деревня Яшутино. Имела 12 дворов.

## Население
| 2010 |
| ---- |
| 26   |